# Михальчук Костянтин Іванович
Костянти́н Іва́нович Михальчу́к (19 грудня 1989 — 27 травня 2024) — лейтенант Збройних сил України, учасник російсько-української війни. Герой України (2025, посмертно).

## Життєпис
Народився 19 грудня 1989 року в місті Шепетівка. По закінченню 9 класів вступив до ліцею з посиленою військово-фізичною підготовкою, також навчався у Національному університеті біоресурсів та природокористування України. Проходив службу у «Беркуті», звідки звільнився за власним бажанням та у 2014 році долучився до лав 95-ї аеромобільної бригади. З 2015 року  в лавах Хмельницького полку ССО. Після демобілізації був обраний депутатом Шепетівської міської ради, склав повноваження у 2017 році. Загинув 27 травня 2024 року на Харківщині.

## Нагороди
- Звання Герой України з удостоєнням ордена «Золота Зірка» (26 травня 2025, посмертно) — за особисту мужність і героїзм, виявлені у захисті державного суверенітету та територіальної цілісності України, самовіддане служіння Українському народові[5].